# Marcel Augusto Ortolan
Marcel Augusto Ortolan (Mirassol, 12 de novembro de 1981) é um ex-futebolista brasileiro que atuava como atacante. Seu último clube foi o Criciúma.

## Histórico
Marcel começou a carreira no Coritiba, no principal escalão do futebol brasileiro, mas rapidamente deu nas vistas e o futebol coreano foi o seu destino, assinando contrato com o Suwon Bluewings em 2003.
No início de 2005, a sua carreira deu mais uma volta, transferindo-se para Portugal e para a Académica de Coimbra, cumprindo uma promessa eleitoral do presidente José Eduardo Simões. O seu desempenho ao longo de 12 meses (em 2005/2006, marcou 9 gols em 17 jogos pela Briosa) valeu-lhe o reconhecimento de um clube maior e o Sport Lisboa e Benfica decidiu apostar na sua contratação, por empréstimo, em Janeiro de 2006, garantindo no entanto uma opção de compra.
Acabou por ter poucas chances no Benfica e se transferiu para o Braga. Em 2007, foi apresentado ao São Paulo Futebol Clube para a temporada. Entretanto, não conseguiu ir bem no Tricolor Paulista, sendo muito pouco aproveitado, realizando apenas 12 partidas e marcando somente 2 gols. Em ambos os clubes, Marcel estava emprestado pelo Benfica.
No dia 19 de julho de 2007, rescindiu contrato com o São Paulo. Segundo ele, não conseguiu jogar bem e ganhar ritmo de jogo por causa de uma cirurgia. Um fato curioso de sua passagem pelo Grêmio foi que o Benfica fez uma proposta por Carlos Eduardo que envolveria os passes Marcel e Diego Souza. No entanto, o Grêmio declinou a oferta. No final do ano, tanto Diego Souza quanto Marcel foram embora do clube gaúcho, sendo que o Tricolor gaúcho fez uma proposta para contratar Diego Souza, que foi recusada pelos portugueses.
No começo de 2008, o jogador foi emprestado ao Cruzeiro, onde também não se estabeleceu, a exemplo do que havia feito no Grêmio. Teve seu contrato rescindido em maio, e novamente foi emprestado pelo Benfica ao Grêmio. No retorno ao Grêmio, em seu primeiro jogo como titular, anotou 2 gols na vitória de 3–0 sobre o Goiás, no Estádio Serra Dourada, o que pontuou um jejum de vitórias do time tricolor neste estádio, que havia durado doze anos.
Também participou do torneio internacional sub-23 pelo Brasil, tendo estado presente no Torneio Pré-Olímpico em 2004, de qualificação para os Jogos Olímpicos de Atenas nesse mesmo ano. O Brasil acabou por não se qualificar, mas a prestação de Marcel (que entrou para o lugar de Adriano) não escapou aos mais atentos.
Em 2009 foi jogar no futebol do Japão, no Vissel Kobe time do treinador brasileiro Caio Júnior ex- Flamengo. O clube japonês acertou o empréstimo de um ano junto ao Benfica, detentor dos direitos federativos do jogador.

### Santos
Em 2010, acertou o empréstimo ao Santos, onde participou das conquistas do Campeonato Paulista e da Copa do Brasil.

### Vasco da Gama
Em dezembro de 2010, o Vasco da Gama acertou a contratação  por empréstimo para a temporada de 2011. Porém, em março de 2011, Marcel rescindiu com o Vasco da Gama rescindiu o contrato porque ficou insatisfeito com a barração, depois que Élton, jogador de destaque do Vasco na Série B de 2009, voltou ao clube marcando em sua estreia e sendo titular no jogo seguinte contra o Duque de Caxias, deixando Marcel no banco. 
Segundo noticiado no site de torcida Netvasco, o diretor executivo da equipe cruzmaltina, Rodrigo Caetano, confirmou a saída do atacante na data de 11 de março de 2011, e ainda que o atacante possui uma proposta de um clube da Coreia a ser estudada.

### Coritiba
Em setembro de 2011, Marcel foi confirmado pelo Coritiba, porém só podendo atuar na temporada 2012.

### Criciúma
Em 14 de março de 2013, Marcel foi contratado pelo Criciúma para a disputa do Campeonato Brasileiro, assinando contrato até o fim da temporada.

### Aposentadoria
Devido a problemas no joelho, acabou se aposentando aos 32 anos de idade.

## Títulos
Coritiba
- Campeonato Paranaense: 2003 e 2012

Vasco
- Copa do Brasil: 2011

Suwon Bluewings
- Campeonato Sul-Coreano: 2004

São Paulo
- Campeonato Brasileiro: 2007

Santos
- Campeonato Paulista: 2010[5]
- Copa do Brasil: 2010[6]

Criciúma
- Campeonato Catarinense: 2013